# Andreas Theodor Aarestrup
Andreas Theodor Aarestrup (født 6. september 1819 i Bogense, død 29. maj 1874) var en dansk læge. Han var far til Oluf Aarestrup.
Dimitteret fra Herlufsholm 1838 tog han 1844 lægeeksamen, var derefter i nogle år kandidat og reservekirurg på Almindeligt Hospital samt senere reserveaccouchør ved Fødselsstiftelsen og virkede tillige som distriktslæge og praktiserende læge i København. I 1860 udnævntes han til overlæge ved en nyoprettet medicinsk afdeling på Almindeligt Hospital og vedblev efter afdelingens flytning til det nye Kommunehospital i 1863 at fungere i samme stilling indtil kort før sin død. I 1870 fik han professortitelen. Han var gift med en datter af lægen Oluf Lundt Bang. Som en meget samvittighedsfuld og med et skarpt blik begavet praktisk læge nød han en udstrakt og velfortjent tillid. Skrifter har han ikke efterladt sig.